# Thomas Klein (homme politique)
Pour les articles homonymes, voir Klein et Thomas Klein (historien).
Thomas Klein (né le 14 avril 1948 à Berlin) est un homme politique et historien de la RDA.

## Biographie
Klein suit un apprentissage d'électromécanicien puis commence à étudier les mathématiques à l'Université Humboldt de Berlin. En 1976, il obtient son doctorat avec une thèse sur les systèmes d'apprentissage séquentielle non déterministe. À partir de 1973, il travaille à l'Institut central d'économie de l'Académie des sciences de la RDA. Dans les années 1970, Klein rejoint les cercles d'opposition. En septembre 1979, il est arrêté par le ministère de la Sécurité d'État (MfS) et mis dans sa maison d'arrêt centrale de Berlin-Hohenschönhausen. Cela est suivi d'une peine d'emprisonnement pour « connexion illégale » (article 219 du StGB de la RDA), que Klein purge jusqu'en décembre 1980 dans la prison spéciale Bautzen II du MfS. Il se voit alors interdire de travailler dans le domaine scientifique et se voit confier un poste de responsable des prix chez VEB Möbelkombinat Berlin.

### Engagement politico-subversif jusqu'à la révolution de 1989
En 1987, avec des personnes partageant les mêmes idées, Klein fonde le groupe Gegenstimmen, une association d'opposants explicitement socialistes.
Klein est membre fondateur de la Gauche unie (VL) en 1989.

### Travail depuis l'unification de l'Allemagne
Pour la Gauche unie Klein il se constitue tête de liste aux élections législatives de mars 1990 dans le cadre de la liste de l'Association de la Gauche unie. Bien que la liste n'ait reçu que 0,18 % des voix, Klein est élu à la Chambre du peuple et devient député non-inscrit. D'octobre à décembre 1990, il représente la Gauche unie au Bundestag.

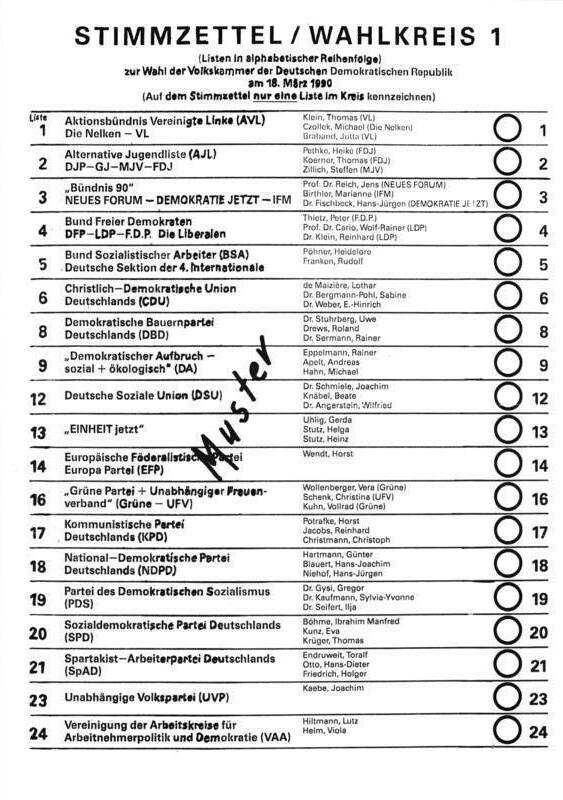
Bulletin de vote pour l'élection de la Chambre du peuple 1990, Thomas Klein en tant que candidat de la Gauche unie (Liste 1)

Après avoir travaillé au Bundestag en 1991-92, il travaille de 1996 à 2009 en tant qu'assistant de recherche au Centre de recherche en histoire contemporaine (ZZF) à Potsdam, où il étudie l'histoire de la RDA et de l'opposition de la RDA. Klein est membre de la commission historique du parti Die Linke.

## Travaux
(novembre 2021).
- 1991: Keine Opposition. Nirgends? Linke in Deutschland nach dem Sturz des Realsozialismus.  (Zusammen mit Vera Vordenbäumen (Herausgeberin) als Herausgeber), Ch. Links Verlag, Berlin  (ISBN 978-3-86153-027-5).
- 1997: Visionen. Repression und Opposition in der SED (1949–1989). (Gemeinsam mit Wilfriede Otto und Peter Grieder), 1997  (ISBN 3-930842-05-X).
- 2002: „Für die Einheit und Reinheit der Partei“. Die innerparteilichen Kontrollorgane der SED in der Ära Ulbricht. Köln/Weimar/Wien  (ISBN 3412134015) (Digitalisat auf zeitgeschichte-digital.de.)
- Frieden und Gerechtigkeit. Die Politisierung der unabhängigen Friedensbewegung in Ost-Berlin während der 80er Jahre Köln/Weimar/Wien, 2007  (ISBN 978-3-412-02506-9) (Digitalisat auf zeitgeschichte-digital.de.)
- 2009: „Das Land ist still - noch!“ Herrschaftswandel und politische Gegnerschaft in der DDR (1971–1989). (gemeinsam mit Leonore Ansorg, Bernd Gehrke (de), Danuta Kneipp), Köln  (ISBN 978-3-412-14306-0)
- 2009: SEW – Die Westberliner Einheitssozialisten. Eine „ostdeutsche“ Partei als Stachel im Fleische der „Frontstadt“? Ch. Links Verlag, Berlin  (ISBN 978-3-86153-559-1) (2011 (ISBN 978-3-86284-126-4))